# Torpe-Infjärden
Torpe-Infjärden este o arie protejată (sit de importanță comunitară — SCI) din Suedia întinsă pe o suprafață de 33,53 ha, integral marine.

## Localizare
Centrul sitului Torpe-Infjärden este situat la coordonatele 59°13′42″N 18°32′45″E / 59.228447°N 18.545782°E.

## Înființare
Situl Torpe-Infjärden a fost declarat sit de importanță comunitară în decembrie 2020 pentru a proteja un număr necunoscut de specii din flora spontană și fauna sălbatică aflate în arealul zonei.

## Biodiversitate
Situată în ecoregiunile boreală și marină baltică, aria protejată conține 2 habitate naturale: Lagune de coastă, Golfuri mici înguste din Baltica boreală.
La baza desemnării sitului se află un număr nedeclarat de specii protejate.